# 윈도우 폰 8.1
윈도우 폰 8.1(Windows Phone 8.1)은 마이크로소프트에서 출시한 모바일 운영체제이다. 2014년 4월 2일에 출시되었다.
이 버전에서는 알림 센터와 마이크로소프트 코타나가 추가되었으며, 최소 사양을 낮췄다는 특징을 가지고 있다.

## 같이 보기
- 윈도우 8.1
- 윈도우 폰
- 윈도우 폰 8
- 엑스박스 라이브
- 마이크로소프트
- 모바일 운영 체제